# Miquel Peix i Crespí
Miquel Peix i Crespí (Vinyoles d'Orís, 1927 - Sabadell, 18 de juliol de 2007) fou un sacerdot, professor i escriptor català.
Entrà al seminari de Cervera per a preparar-se pel sacerdoci com a claretià, amb tres o quatre anys més que la resta dels seus companys. Era considerat aplicat, formal, assenyat i molt alt. De l'any 1942 al 1946 continuà els estudis d'Humanitats a Alagó i Barbastre. Durant els dos anys següents a Vic els del noviciat. De 1947 al 1950 Filosofia a Solsona, Teologia a Valls del 1950 al 1955. Els anys 1951 i 1952 fou professor al col·legi de Sabadell. Va ser ordenat sacerdot el 1955 a Valls, cursà l'any de pastoral a Baltar i, a finals del mateix any, fou destinat al Canadà on exercí l'apostolat durant tretze anys. Després, el 1969, passà a Guinea Equatorial i el 1970 al Camerun. L'any 1980 tornà a Catalunya.
El 1978 l'Editorial Alpha publicà la seva traducció de la Ilíada, en hexàmetres impecables.
La traducció gaudeix de gran varietat rítmica. El llenguatge presenta formes diverses: dialectalismes, arcaismes i mots expressius típics del llenguatge poètic. S'observen poques incongruències en el trasllat, alguns detalls s'allunyen de la literalitat però no minven la comprensió final del text. Se li pot retreure que, en algunes ocasions, la forma sintàctica eclipsa el ritme i, l'expressió espontània de l'original, queda minvada, en detriment d'aconseguir un llenguatge literari excepcional, malgrat cert to arcaïtzant.
Els avantatges de la traducció de Miquel Peix queden recompensats perquè es tracta d'una traducció capdavantera i remarcable per al conjunt de les lletres catalanes, tant per la qualitat mètrica, com per l'esforç d'abastar un estil èpic en la llengua pròpia.
El 1984 va acabar una transcripció al català modern d'Amic i Amat (Llibre d'amic e amat) de Ramon Llull.
Entre altres obres religioses va brindar nombroses traduccions poètiques i creacions literàries i una lloable traducció de l'Autobiografia del Pare Claret.

## Obres
Clàssiques
- Homer: Ilíada (1978); traducció. Barcelona, Editorial Alpha (col·lecció Clàssics de tots els temps).
- Ramon Llull: Llibre d'amic e amat (1984); text en català modern. Barcelona, Editorial Claret (col·lecció Els Daus, 52).

Religioses
- Sant Antoni M. Claret (1985 i 1996): Autobiografia. Versió feta per Miquel Peix. Barcelona, Editorial Claret.
- Grandis, Robert (1989): Creixement en Jesús. Editorial: Peix Crespí, Miquel.
- Grandis, Robert (1989): El do de llengües. Editorial: Peix Crespí, Miquel.
- Grandis, Robert (1989): El do de profecia. Editorial: Peix Crespí, Miquel.
- Grandis, Robert (1989): L'encontre amb Jesús. Editorial: Peix Crespí, Miquel.
- Laurentin, René; Lejeune, René (1989): Missatge i pedagogia de Maria a Medjugorje. Barcelona, Editorial Claret.
- Martin, Francis (1991): Ell canvia les nostres vides. Editorial Edimestres.